# Le Racisme expliqué à ma fille
 (décembre 2022).
Le Racisme expliqué à ma fille est un essai écrit sous forme de dialogue (question-réponse) par l’écrivain franco-marocain Tahar Ben Jelloun et publié en 1998.
L’auteur, dans ce livre, soutient que l’on doit éduquer les jeunes au respect et à la tolérance pour créer un avenir plus ouvert aux personnes de toutes les origines.

## Forme et intention
Après avoir assistés a une manifestation contre le projet des lois Pasqua-Debré en 1997, une loi d'immigration adoptée le 24 avril 1997 qui a permis la confiscation du passeport des sans-papiers et l’enregistrement des empreintes digitales de ceux qui demandent un permis de séjour, Tahar Ben Jelloun était pressé par Mérième, sa fille, sur le sujet de racisme. Il fallait que Ben Jelloun réponde aux questions de cet enfant qui veut comprendre le sens du mot racisme. Pour rendre plus simple la compréhension d'un sujet si difficile pour un public des lecteurs jeunes, Ben Jelloun a choisi le dialogue comme forme de ce livre pédagogique.

## Résumé

### Définition de racisme
Le Racisme expliqué à ma fille commence par une affirmation que le racisme est répandu, commun et banal, mais pas normal. Ben Jelloun définit le racisme comme un comportement universel de se méfier et mépriser des étrangers et autres qui ont des caractéristiques différentes: physiques ou culturelles. Il dit que le raciste croit qu'il est supérieur parce qu'on a une certaine caractéristique, comme la peau blanche, et les racistes ont peur de la différence, et donc portent un jugement négatif, injuste et sans raison sur ce qu'ils ne connaissent pas. Ben Jelloun déclare qu'un enfant n'est pas né avec le racisme, mais  le racisme est appris et enseigné par les proches ou les parents. (p 39-43)
Il y a un comportement instinctif et bestial de l’homme où il, comme les animaux, délimite sa propriété. Le racisme est une manifestation de ce comportement, mais à l'extrême. Contrairement aux animaux, l'homme a des préjugés et souvent la tendance à juger les autres avant de les connaître ou rejeter les autres seulement sur la base d'appartenance à une communauté déterminée et sur les stéréotypes. (p 67-68) Cela provoque des attitudes racistes. Par conséquent, le raciste protège non seulement son territoire, mais travaille à prendre le bien des autres. À travers la raison et l'éducation, l'homme raciste peut apprendre à vivre ensemble et accepter les autres cultures et modes de vie. (p 45-50)
Ben Jelloun dit que le racisme vient de la peur, de l'ignorance, ou de la bêtise. (p 70)

### Classe sociale et racisme
En particulier, le raciste a peur d'un étranger surtout s’il s'agit d’une personne plus pauvre que lui-même. Le raciste voit l'homme riche pour sa richesse et possibles dépenses d'argent, mais il se sent menacé par les immigrés et croit que les immigrés prennent les travaux des français, ne paient pas d'impôts, et prennent l'argent du gouvernement de la France à travers les allocations même quand, en fait, les immigrés et les travailleurs d'origine non-française sont une partie intégrante à l'économie française. (p 43-44)

### Racisme scientifique
Alors qu'il continue à expliquer les nuances essentielles du racisme que sa fille doit comprendre, Ben Jelloun lui dit qu'il n'y a aucun fondement scientifique légitime qui soutient le racisme. Il explique que tout au long de l'histoire, les gens ont tenté d'utiliser l'histoire pour justifier le racisme et toutes autres types de discrimination. La question posée par la fille: «Quelles sont les preuves scientifiques du raciste?» Ben Jelloun explique que certaines personnes qui sont considérées comme racistes croient qu'une race est inférieure à une autre et historiquement cette imposition d'infériorité a été faite par des Blancs à propos d'autres races.
Lorsque les gens au pouvoir, historiquement les blancs, ont commencé à utiliser la race pour décrire des différences physiques chez les humains, ils ont naturellement compris la race comme une hiérarchie de classe sociale lorsque les noirs africains, les aborigènes australiens et les indiens d'Amérique qui, entre le dix-huitième et dix-neuvième siècles, étaient considérés comme inférieurs sur la base d'une prétendue supériorité non fondée de la race blanche. Ben Jelloun continue d’expliquer à sa fille que lorsque «le raciste» identifie différentes personnes par leur race, il ne considère pas une société multiraciale, égale politiquement, socialement et économiquement, bénéfique pour la croissance humaine et l’avenir de communautés prospères.
Il ajoute qu'au sein du règne animal, il existe différents types d'animaux, mais au sein d'une même espèce, la différence entre les animaux est considérable (ex: un berger allemand et un teckel). Les différentes couleurs de peau à cause de la mélanine et les quatre groupes sanguins de l'humanité sont sans rapport avec la question d'infériorité ou supériorité. (p.53-54) En soulignant ce point, Ben Jelloun écrit qu'il n’existe pas une différence physique considérable entre les personnes de races différentes, par conséquent l’utilisation du mot «race» n’a pas de sens en relation à l’humanité. Ben Jelloun explique qu’il croit que quand on parle du mot race, il n'est pas constructif chez les humains en disant que “c’est impossible pour l’espèce humaine, parce qu’un homme égale un homme.” (p.51)

### Religion
L'auteur souligne, cependant, que les religions et les livres sacrés, comme le Thora, le Coran et la Bible sont contre le racisme et prêchent la paix entre les hommes, mais il y a des fanatiques religieux et des intégristes qui sont racistes parce qu'ils interprètent les textes sacrés à leurs manières extrêmes. Par conséquent, ils sont prêts à faire du mal aux non-croyants. (p 62-63)

### Histoire

#### Antisémitisme et génocides
Tahar Ben Jelloun aborde aussi des arguments concernant l’extermination, à savoir la volonté de se débarrasser de manière radicale et définitive une communauté entière. Ce qui est arrivé au cours de la Seconde Guerre mondiale, quand Adolf Hitler, chef de l'Allemagne nazie, a décidé d'exterminer les Juifs, en faisant un véritable génocide. A ce type de racisme on donne le nom antisémitisme et il est dirigé contre les juifs considérés comme « race négative ». Quelques autres génocides mentionnés par Ben Jelloun sont le génocide arménien, le génocide bosniaque, et le génocide des Tutsi au Rwanda. (p 73-76)

#### Racisme anti-noir
La forme la plus répandue du racisme, cependant, reste celle contre les Noirs et ce comportement a été amplement justifié par les grandes puissances dans les années du colonialisme. Aujourd'hui, la lutte pour leurs droits, en dépit de l'assassinat à Memphis en 1968 de Martin Luther King, un homme qui a lutté pour l'égalité entre les Blancs et les Noirs, n'est pas encore terminée. (p 82-83)

#### Colonialisme
Ben Jelloun explique l'exploitation coloniale des territoires sous le prétexte de civiliser les peuples sauvages et les races inférieures. Il parle du discours paternaliste et du récit que c'était juste pour les européens d'exploiter les ressources naturelles parce qu'ils ont construit des infrastructures comme les hôpitaux, les routes et les écoles. (p 84-86)

### Conclusion
Donc à travers ces définitions des termes importants à comprendre pour la lutte antiraciste, Ben Jelloun démontre à Mérième les signes de racisme. En effet l’enfant ne naît pas raciste. Toutefois il peut le devenir si ses parents ou ses proches lui mettent dans sa tête des idées racistes. Donc lutter contre le racisme signifie éduquer les enfants au respect des autres, effacer les expressions porteuses d’idées fausses et insidieuses, appliquer des lois qui punissent l’incitation à la haine, connaître l’histoire et les erreurs du passé pour ne pas les répéter dans le futur. (p 95-97)

## Accueil
Étant le texte le plus facilement compréhensible pour les jeunes sur le sujet de racisme, Le Racisme expliqué à ma fille est lu dans beaucoup de milieux, non seulement les milieux académiques. Entre 1998 et 2018, Seuil a vendu plus d'un million d'exemplaires et le livre était traduit en plus de 25 langues.

## Éditions
- Tahar Ben Jelloun, Le Racisme expliqué à ma fille, Le Seuil, 1998, 63 p.  (ISBN 2020335166)[7],[8],[9].
- Tahar Ben Jelloun, Le Racisme expliqué à ma fille, édition augmentée et refondue, Le Seuil, 2018, 224 p.  (ISBN 9782021408089)[6].